# Marathyssa cistellatrix
Marathyssa cistellatrix is een vlinder uit de familie Euteliidae. De wetenschappelijke naam van deze soort is voor het eerst geldig gepubliceerd in 1860 door Wallengren.
De soort komt voor in tropisch Afrika.